# Christmas tree (navigation)
Pour les articles homonymes, voir Christmas tree.
 (mars 2012).
 (mars 2012).
Si vous disposez d'ouvrages ou d'articles de référence ou si vous connaissez des sites web de qualité traitant du thème abordé ici, merci de compléter l'article en donnant les références utiles à sa vérifiabilité et en les liant à la section « Notes et références ».
Sur un navire pétrolier, on nomme Christmas tree (« arbre de Noël ») le groupe de feux de signalisation installé sur la passerelle, aux fins d'identification des navires chargés de matières inflammables ou explosives (pétrole, nitrates, etc).